# Anatahan
Anatahan es una Isla y un estratovolcán perteneciente a las Islas Marianas del Norte. Tiene 9 kilómetros (6 millas) de largo y tiene una superficie de 31,21 kilómetros cuadrados (12,05 millas cuadradas). Su población fue evacuada debido a las erupciones volcánicas en la isla, quedando actualmente deshabitada. La erupción de volcán más reciente fue en 2007 y duró hasta el año 2008.

## Geología
Anatahan tiene una forma aproximadamente elíptica, con una longitud de 9 kilómetros y un ancho de 4 km y un área de 33.9 km². La isla es la cima del estratovolcán que alcanza una altitud de 790 m sobre el nivel del mar en su punto más alto.
El volcán está coronado por una caldera, de 2,3 km de ancho, que se divide en una porción oriental y otra occidental, con la parte oriental a unos 250 m más baja que la occidental. La escasa vegetación en los flujos de lava más recientes en Anatahan indicó que eran de edad del Holoceno. En abril de 1990, los habitantes de la costa occidental de la isla fueron evacuados después de los enjambres de sismos y las fumarolas activas indicaron que una erupción podría ser inminente, pero no hubo erupción en ese momento. Otro enjambre de terremotos ocurrió en mayo de 1992. La primera erupción histórica de Anatahan ocurrió en mayo de 2003, cuando se produjo una gran erupción explosiva con un Índice de Explosividad Volcánica de 4 formando un nuevo cráter en el estecaldera y causando una nube de ceniza de 12 km de altura que dañó el tráfico aéreo a Saipán y Guam.
La erupción más reciente fue en 2007 y duró hasta 2008.